# Grad Vrhkrka
Grad Vrhkrka (nemško Obergurck) je bil grad, ki je stal nad izvirom Poltarice, od katerega so danes vidni le še sledovi ruševin.
Grad je v dokumentih posredno omenjen že leta 1054, z njim pa so upravljali krški vitezi, vazali goriških grofov. Leta 1323 so v zgodovinskih virih omenjeni bratje Hildebrand, Vizent in Tomas z Vrhkrke, grad pa izrecno šele leta 1438 in 1444 kot turn Obern Gurkh.
Grad je leta 1437 porušil Celjski vazal grof Jan Vitovec, ker je tedanji lastnik podpiral Habsburžane v boju za avstrijski prestol. Posest je nato cesar Friderik III. Habsburški leta 1444 podelil v fevd sorodniku pl. Gurckhov, vitezu Janezu Maichauerju z Mehovega, ki je grad obnovil. Grad in njegovo imetje so imeli nekaj časa v lasti višnjegorski grofje, vendar je leta 1461 ob ustanovitvi ljubljanske škofije vse imetje prešlo pod oblast Oglejskih patriarhov. Po letu 1461 je bil solastnik Vrhkrke Andrej pl. Guttensteiner, od leta 1504 pa je bil v lasti Janeza pl. Scharffa. Med Iastniki posestva je bil nato Vid pl. Moscon in od leta 1631 grof Dietrich Auersperg. 
Leta 1696 se v krških matrikah omenja oskrbnik Janer Peer in žena Kordula, leta 1738 pa sta kot oskrbnika gradu omenjena Teofil Dietrich in žena Marjeta. Oba oskrbnika Janez Peer in Teofil Dietrich sta bila potomca žužemberških oskrbnikov. Leta 1775 je bil naprodaj tudi grič in zadnji grajski grunt, ki ga je odkupil Martin Zabukovec in iz gradu napravil prostorno kmečko hišo.